# لویس کول
لویس کول (انگلیسی: Lluís Coll) ; (۳ اوت ۱۹۳۷ – ۸ ژانویهٔ ۲۰۰۸) بازیکن فوتبال اهل اسپانیا بود که در پست مهاجم بازی می‌کرد. او ۶ گل از ۴۶ مسابقه در لالیگا به ثمر رساند و برای بارسلونا و والنسیا بازی کرد.
وی همچنین در تیم‌های ملی فوتبال زیر ۲۱ سال اسپانیا بازی کرده‌است.